# Betafo
Betafo es una ciudad de la provincia de Antananarivo, Madagascar.
Es una ciudad con sus alrededores en el distrito de la provincia de Antananarivo, Madagascar, y (b) una aldea en el distrito de Arivonimamo. Los habitantes del pueblo se dice que están divididas entre los descendientes de andriana ( "nobles") y los descendientes de antiguos esclavos ( "olona mainty"). Este aspecto fue objeto de un estudio realizado por el antropólogo David Graeber. Su libro, "Lost Personas: La magia y el legado de la esclavitud en Madagascar", contiene un detallado recuento de las tradiciones orales del pueblo, lleno de historias de asesinatos escandalosos, mágicas batallas, romances prohibidos, y rencorosos antiguos incendios y granizadas enviadas desde sus tumbas.